# Archidiecezja ibadańska
Archidiecezja ibadańska – diecezja rzymskokatolicka  w Nigerii. Powstała w 1952 jako prefektura apostolska. Diecezja od 1958, archidiecezja od 1994.

## Biskupi diecezjalni
- Arcybiskupi metropolici
  - Abp Gabriel Abegunrin od 2013
  - Abp Felix Alaba Adeosin Job  1994-2013
- Biskupi Ibadan 
  - Abp Felix Alaba Adeosin Job (68) 1974– 1994
  - Bp Richard Finn, S.M.A. 1958 – 1974
- Prefekci apostolscy
  - Bp Richard Finn, S.M.A. (1953– 1958)